# Lothar Franz von Schönborn
Lothar Franz von Schönborn (Schönborn Lothár Ferenc) (Hanau vagy Hanau-Steinheim, 1655. október 4. – Mainz, 1729. január 30.) bambergi püspök, mainzi érsek és választófejedelem.

## Pályafutása
A Schönborn család egyik legjelentősebb képviselője volt; a nemesi család az ő idejében érte el utolsó csúcspontját.
Az aschaffenburgi jezsuita kollégiumban tanult. Gavalléros utazása Hollandiát, Franciaországot és Olaszországot érintette. Bienniumát Bécsben végezte; itt szilárdult meg birodalmi irányultságú és alapvetően császárpárti politikai alapállása, amelyet élete végéig megőrzött.
A bambergi püspök diplomáciai missziókkal bízta meg, és kinevezte az udvari kamara élére.

### Püspöki pályafutása
1693. november 16-án bambergi püspökké választották, tisztségében 1694. január 4-én nyert megerősítést. Ugyanezen év szeptember 3-án mainzi koadjutor érsekké választották, és október 11-én erősítették meg. 1695. március 30-án foglalta el a mainzi érseki széket.
Diakónussá, illetve pappá szentelésére 1695. október 30-án és november 1-jén került sor Mainzban. November 6-án szentelte püspökké ugyanitt Matthias Starck mainzi segédpüspök, Johann Philipp Burkhard speyeri segédpüspök segédletével.
Hitéleti funkcióit alkalmankénti misézésre és ünnepi eseményekre korlátozta, mint például 1707-ben Erzsébet Krisztina braunschweig–wolfenbütteli hercegnő (későbbi császárné és magyar királyné) katolikus hitre térésekor a hitvallás kivétele, 1711-ben VI. Károly német-római császárrá koronázása, valamint 1720-ban és 1728-ban két unokaöccsének püspökké szentelése. Unokaöccse, Friedrich Karl 1705-ben birodalmi alkancellár lett, ezzel befolyást nyert a bécsi politikára.

### A munkácsi és szentmiklósi uradalom
A császár támogatását 1726-ban jelentős birtokadománnyal hálálta meg: megkapta a Magyar Királyságban, Bereg vármegyében a Rákóczi-családtól elkobzott munkácsi és szentmiklósi uradalmakat 160 faluval és 6 mezővárossal (más források szerint 167 faluval és 4 várossal, összesen 14 000 lakóval). A 2400 km²-es uradalom az egyik legnagyobb volt Kelet-Európában. A királyi Magyarországon is a legnagyobbak egyikének számított: területe Bereg vármegye területének 66%-ára terjedt ki, az Északkeleti-Kárpátok hegyeitől Beregszász és Nagymuzsaly szőlővidékeiig és a Tisza-menti síkságig. Területének kétharmadát erdők borították. A háborúk és járványok miatt ugyanakkor jelentős mértékben elnéptelenedett. A Munkácsi vár és Váralja település a császári udvar kezén maradt.
A birtok a család számára a 19. századig leginkább csak jövedelemforrásként szolgált. Lothar Franz halála után a birtokot unokaöccse, Friedrich Karl von Schönborn-Buchheim örökölte, és a 20. századig a Schönborn család tulajdonában maradt.